# Arma de Chekhov
A arma de Tchekhov (em russo:  Чеховское ружьё) é um princípio dramático descrito por Anton Tchekhov, segundo o qual todos os elementos presentes em uma história devem ser necessários e elementos irrelevantes devem ser removidos. Os elementos não devem produzir "falsas promessas", sem afetar o enredo depois de apresentados. 